# Raymond Beazley
Pour les articles homonymes, voir Beazley.
Charles Raymond Beazley (1868-1955), historien britannique.
Beazley est professeur d'histoire à l'université de Birmingham de 1909 à 1933.

## Œuvres
- James of Aragon (1890)
- Henry the Navigator (1895)
- The Dawn of Modern Geography (trois volumes 1897-1906)
- John and Sebastian Cabot (1898)
- Nineteenth Century Europe (1922)
- The Road to Ruin in Europe (1932)
- The Beauty of the North Cotswolds (1946)